# Абдулліна Алсу Ренатівна
Алсу Ренатівна Абдулліна ((11 квітня 2001 , Aqtübäd, Татарстан )) — російська футболістка, півзахисник команди «Локомотив» і збірної Росії.

## Кар'єра
Алсу Абдулліна почала займатися футболом у 8-річному віці у команді «Барс» у рідному Актюбінську. Перший тренер — Володимир Баландін. У віці 14 років перейшла до спортшколи «Чертаново».

### Клубна
Дебютувала в основній команді «Чертаново» 18 квітня в 1-му турі чемпіонату Росії з футболу проти ЖФК ЦСКА. Вона вийшла у стартовому складі на позиції лівого півзахисника у віці 16 років та 7 днів, ставши наймолодшим гравцем сезону. Була замінена на 70 хвилині. У 3-му турі чемпіонату проти Рязань-ВДВ вперше провела повний матч.

### У збірній
В юніорській збірної Росії Алсу Абдулліна дебютувала 19 жовтня 2016 року в товариській грі проти збірної Білорусі, вийшовши у стартовому складі. 24 жовтня 2016 провела вже першу офіційну гру за збірну проти збірної Словенії в рамках першого відбіркового раунду жіночого юніорського чемпіонату Європи (до 17). Вона стала автором єдиного голу у матчі на 14 хвилині.
У збірній грає на позиціях півзахисника і нападника. Алсу Абдулліна грала у складі національної збірної Росії під час кваліфікаційного циклу Чемпіонату світу серед жінок з футболу 2019 року.